# ینی‌کوی (بسنی)
ینی‌کوی (به ترکی استانبولی: Yeniköy) (به کردی: Soqî) یک منطقهٔ مسکونی در ترکیه است که در بسنی واقع شده‌است.